# Rena (stacja kolejowa)
Rena – stacja kolejowa w Rena, w regionie Hedmark w Norwegii, jest oddalony od Oslo Sentralstasjon o 190,38 km. Położony na wysokości 224,5 m n.p.m.

## Ruch pasażerski
Leży na linii Rørosbanen, jednej z dwóch równoległych linii kolejowych prowadzących z Oslo do Trondheim, mniej uczęszczanej i niezelektryfikowanej. Stacja obsługuje ruch dalekobieżny do Hamar, Røros oraz jedno połączenie dziennie do Trondheim S.

## Obsługa pasażerów
Wiata, poczekalnia, automat biletowy, parking 200 m od stacji, parking rowerowy, skrytki bagażowe, autobus, ułatwienia dla niepełnosprawnych, postój taksówek. Odprawa podróżnych odbywa się w pociągu.